# 9e régiment d'infanterie de marine
Pour les articles homonymes, voir 9e régiment.
« 9e bataillon d'infanterie de marine » redirige ici. Pour le 9e bataillon d'infanterie de marine de 1958 à 1961, voir Bataillon de tirailleurs de Brazzaville.
Le 9e régiment d'infanterie de marine (9e RIMa) est un régiment des troupes de marine (armée de terre) de l'Armée française. Il est actuellement stationné en Guyane, à la fois sur Cayenne, au quartier de la Madeleine, près de la Gendarmerie, (état-major et portion principale), sur un détachement fluvial sur le Maroni, à Saint-Jean-du-Maroni (commune de Saint-Laurent-du-Maroni) sur un des sites de l'ancien bagne et à Maripasoula (base opérationnelle avancée).
Le 9e RIMa est l'héritier du régiment de marche du Tonkin, du 9e régiment d'infanterie coloniale et du 9e bataillon d'infanterie de marine (créé en 1976 en Guyane) dont il est directement issu par changement de dénomination en 1992.

## Création et différentes dénominations

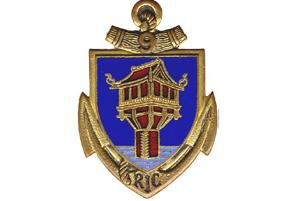
Insigne régimentaire du 9e R.I.C.

- 1883 : création du régiment de marche du Tonkin[1]

- Le 23 janvier 1888 : changement de nom en régiment de marche no 2 du Tonkin[1].
- Le 10 mars 1890 : création du 9e RIMa au Tonkin, par transformation du régiment de marche no 2.
- Le 1er janvier 1901 : devient le 9e régiment d'infanterie coloniale
- Le 10 mars 1945 : dissolution du 9e RIC.
- Le 16 septembre 1945 : création du bataillon de marche du 9e RIC.
- Le 15 octobre 1946 : dissolution du bataillon de marche en Indochine.
- Le 18 avril 1956 : renaissance du 9e RIC et participation aux opérations d'Algérie (devenues depuis guerre d'Algérie), en Kabylie.
- Le 1er décembre 1958 : redevient le 9e RIMa et forme le nouveau 3e RIMa à partir du I/9e RIMa.
- Le 31 mars 1963 dissolution et création du 9e bataillon d'infanterie de marine au 1er avril 1963
- Le 1er juillet 1964 dissolution. Reconstitution du 24e RIMa à Perpignan, à partir d'éléments provenant en majeure partie du 9e BIMa, dernier bataillon TDM, rapatrié d'Algérie en juin 1964.
- Le 1er septembre 1976 : recréation du 9e BIMa (bataillon d'infanterie de marine) en Guyane.
- Le 1er octobre 1992 : redevient le 9e RIMa.

## Engagement

### Les premières campagnes

#### La création
Les nombreuses expéditions coloniales qui eurent lieu à partir de 1880 nécessitèrent une augmentation considérable des troupes de la Marine. Un décret du 1er mars 1890 dédoubla les anciens régiments ; ceux de nouvelle formation prirent les numéros de 5 à 8, mais il ne leur fut attribué ni compagnie hors rang ni fanfare.
Six régiments furent constitués à 3 bataillons de 4 compagnies, avec un dépôt de 2 compagnies ; les 4e et 8e eurent 4 bataillons de 4 compagnies. Les régiments de marche d'Indochine devinrent les 9e, 10e et 11e régiments d'infanterie de marine, les deux premiers a 3 bataillons, le troisième à 2 bataillons de 4 compagnies. Les six compagnies en garnison à la Nouvelle-Calédonie formèrent le 12e régiment à deux bataillon de 3 compagnies, et les compagnies stationnées dans les autres colonies furent groupées en bataillons ou détachements formant corps dont les effectifs varièrent de quatre à une compagnie.

#### Expédition du Tonkin
Les dernières affaires furent celle de Hué (juillet 1885), la prise de Binh-Dinh, du fort de Ben-Mé (juillet 1886), les opérations dans la région de Lào Cai (janvier et février 1887) et celles du bassin de la Rivière-Noire (colonne Pernot, 1887-1888). À cette époque, les unités de marche avaient formé les 9e, 10e et 11e régiment d'infanterie de marine.
Cantonnés à la citadelle de Hanoï, les marsouins vont mener de violents combats durant plusieurs années contre les pavillons noirs qui, expulsés de Chine après l'échec de la révolte des Taiping, sèment la terreur parmi les populations du nord-Tonkin. La pacification du pays se fait avec le général Gallieni qui, de 1892 à 1896, nettoya les zones de guérilla et lutta contre le chef rebelle, le De Tham.

#### Révolte des Boxers(1900)
Le 30 juin, un détachement envoyé en toute hâte de Saïgon débarqua à Takou arrivant à temps pour sauver la concession française du Peï-Ho. Il se composait, sous les ordres du lieutenant-colonel Itasse, d'un bataillon et d'une batterie d'artillerie de marine (capitaine Joseph).
Le 9 juillet, arrivée à Tien-tsin d'un bataillon du 9e (commandant Brenot).
Le 13 juillet, deux bataillons de marsouins (Feldmann et Bouet) attaquèrent les portes de Tien tsin. Les forts chinois sautèrent sous l'effet des obus français, la ville fut prise. Puis les concessions et légations de Pékin furent délivrées après un siège de 58 jours. Les troupes internationales firent leur entrée dans le palais impérial le 28 août. Le corps d'occupation du général Voyron se chargea des opérations de police qui suivirent.

### Jusqu'à la Première Guerre mondiale
- De 1901 à 1910, il se trouve au Tonkin et participe au maintien de l’ordre en Annam, contre les partisans du prince Cuon-do alors exilés au Japon.
- De 1910 à 1940, il participe à la lutte contre la révolte de Thái Nguyên.

Le 9e fait partie du groupe de l’Indochine en 1914, division du Tonkin. Son quartier général est à Hanoï.
Division du Tonkin :
- 1re brigade à Hanoï :
  - 9e régiment d'infanterie coloniale ;
  - 1er régiment de tirailleurs tonkinois à Hanoi ;
  - 4e régiment de tirailleurs tonkinois à Nam Định.
- 2e brigade à Bắc Ninh :
  - 10e régiment d'infanterie coloniale à Hải Phòng ;
  - 2e régiment de tirailleurs tonkinois à Sept Pagodes ;
  - 3e régiment de tirailleurs tonkinois à Bac-Ninh.
- 3e brigade à Saïgon :
  - 11e régiment d’infanterie coloniale à Saïgon ;
  - 1er régiment de tirailleurs annamites à Les Mares.

Ces deux dernières unités sont chacune à quatre bataillons au lieu de trois comme les précédentes.

### L'entre-deux-guerres
A la fin de la grande guerre en 1918, deux compagnies du régiment rejoignent le bataillon colonial sibérien. Ce dernier est projeté en Sibérie pour soutenir les armées blanches dans la guerre civile russe. Cette campagne verra le régiment cité à l'ordre de l'armée le 30 avril 1919.

Défilé du drapeau du 9e RIC à Hanoï, le 5/11/1930.

### La Seconde Guerre mondiale
Lors de la Seconde Guerre mondiale, le régiment fait face à l'invasion japonaise de l'Indochine en 1940. La 10e compagnie se distingue les 24 et 25 septembre 1940 à Na-Cham sous les ordres du capitaine Carli.
Début 1941, le 9e contribue à freîner l'attaque thaïlandaise au Cambodge en menant plusieurs actions de combat. Le 10 mars 1945, le coup de force des Japonais sur les positions françaises, submergées par le nombre, voit le drapeau du régiment sauvé in extremis par une reddition subie le 27 mars 1945. Jusqu'en août 1945, les marsouins du 9e qui se sont regroupés sur les hauteurs du nord-Tonkin continuent à lutter contre l'armée japonaise. Pour ces actions, le général Leclerc décore le drapeau du régiment de la croix de guerre avec palme en mars 1946, peu avant la première dissolution du régiment.

### L'après Seconde Guerre mondiale

#### Guerre d'Algérie
Durant la guerre d'Algérie, le régiment est stationné à Dellys, en Kabylie. Le 18 mai 1956, dix-sept soldats rappelés du 9e RIC sont tués par l’ALN dans l’embuscade de Palestro, quatre autres sont faits prisonniers.
Au cessez-le-feu du 19 mars 1962 en Algérie, le 9e RIMa créé comme 91 autres régiments, les 114 unités de la Force Locale selon les Accords d'Évian du 18 mars 1962[pas clair]. Le 9e RIMa forme une unité de la Force locale de l'ordre Algérienne, soit la 455 UFL-UFO qui est composé de 10 % de militaires métropolitains et de 90 % de militaires musulmans, qui pendant la période transitoire devaient être au service de l'exécutif provisoire algérien, jusqu'à l'indépendance de l'Algérie.Le 9e RIMa est dissous le 31 mars 1963 avec création du 9e BIMa au 1er avril 1963 composé essentiellement d'appelés du contingent stationné successivement au camp Bonvalot à l'Alma, au camp Labat à Maison Carrée, au camp du Lido à Fort de l'Eau et embarquement au port militaire d'Alger à la mi-juin 1964 en direction de la France où il est dissout au 30 juin 1964 et dont les éléments reformeront le 24e RIMa à Perpignan au 1er juillet 1964.

### Installation en Guyane
Le 9e RIMa renait en Guyane le 1er septembre 1976. Pour remplir ses missions, spécifiques à l'engagement en jungle et sur le fleuve, le régiment, composé de marsouins d'active, de réserve et appelés du contingent mène des patrouilles profondes de plusieurs jours à plusieurs semaines en autonomie complète sur la majeure partie du département guyanais, navigue sur les criques et rentre en contact avec leurs compatriotes les plus éloignés de la ville capitale, souvent au plus profond de la jungle. Il participe ponctuellement à la lutte contre l'orpaillage illégal par le biais d'opérations ponctuelles, planifiées ou d'opportunités. Des missions difficiles sont régulièrement menées jusqu'aux différentes bornes du sud du département matérialisant la frontière franco-brésilienne. 

#### Plan Maroni
En 1986, le bataillon renoue avec les opérations lors de la mise en place du « plan Maroni ». Ce plan d'urgence vise à accueillir, à la suite de la guerre civile du Suriname, près de 10 000 personnes en provenance du Suriname et déplacées vers la Guyane. Plusieurs camps sont mis en œuvre à proximité de Saint-Laurent du Maroni afin de les loger et les nourrir. Le 9e BIMa a pour mission d'assurer leur sécurité mais aussi d'affirmer la souveraineté française sur l'ouest du département, le long du fleuve Maroni, en y déployant ses compagnies.

## Le9eRIMa auXXIesiècle
Appartenant à la composante terrestre des forces armées en Guyane, le 9e RIMa est un régiment spécialisé dans le combat en milieu équatorial. Il évolue dans un milieu physique exigeant caractérisé par de grandes élongations et un climat équatorial éprouvant. Il s'appuie sur un socle permanent, principalement issu des troupes de marine mais comptant des militaires de toutes les armes et services.
À l'été 2010, la composante infanterie a été renforcée par la création d'une compagnie permanente pour les missions de l'opération Harpie. Le 27 juin 2012, le régiment perd deux soldats lors d'une opération contre l'orpaillage clandestin en Guyane dans le cadre de cette opération.

### Structure

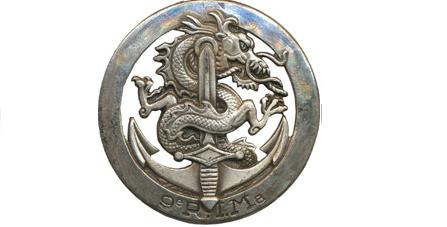
Insigne de béret du 9e régiment d'infanterie marine.

Le 9e RIMa compte 850 hommes et femmes, dont 150 réservistes opérationnels, articulés en 7 compagnies :
4 compagnies de combat :
- 1ère compagnie : compagnie d'infanterie en mission de longue durée (MLD), recréée à l'été 2010 après avoir été dissoute en 1998) - Les Pumas ;
- 2e compagnie : compagnie d'infanterie tournante en mission de courte durée (MCD) ;
- 3e compagnie : compagnie d'infanterie tournante en MCD ;
- 4e compagnie : compagnie génie tournante en MCD ;

La compagnie de commandement, d'appui et de logistique (CCAL) - Les Aïmaras, composée de personnels en MLD et en MCD, au sein de laquelle se trouvent les appuis spécialisés du régiment :
- la section de commandos de recherche et d'action en jungle (CRAJ) - MLD,
- le détachement de plongeurs de combat du génie (qui constitue un des commados du CRAJ) - MCD,
- le détachement cynotechnique -  MCD,
- la section fluviale, composée des piroguiers du régiment.

La compagnie de maintenance (CM) - Les Forgerons, personnels en MLD et en MCD ;
La base opérationnelle avancée (BOA) de Saint Jean du Maroni (SJM), à laquelle est rattachée la section fluviale ;
La base opérationnelle avancée (BOA) de Maripasoula (MPA)
La compagnie de réserve : la 5e compagnie.

### Missions
Régiment tourné vers l'opérationnel, le 9e RIMa, dans le cadre général de l'affirmation de la souveraineté nationale dans ce département français d'Amérique du Sud, assure 4 missions : 
- Connaissance et anticipation : Le 9e RIMa contribue à la connaissance de la zone de responsabilité prioritaire des Forces armées en Guyane. Il entretient l'expertise de l'action et de l'intervention en forêt équatoriale. Il mène régulièrement des entrainements et patrouilles conjointes avec les forces armées du Suriname ;
- Prévention : Il contribue à affirmer la présence de la France et à assurer la stabilité dans la zone de responsabilité prioritaire des forces armées en Guyane ;
- Protection : Le 9e RIMa protège les installations militaires et les points d'intérêts vitaux. 
  - Il contribue à la protection du territoire national, des citoyens français et des installations stratégiques avec effort sur le centre spatial guyanais - opération Titan
  - Il contribue à la sécurité et à la préservation des intérêts nationaux dans les espaces sous souveraineté française, en soutien de l'action de l'État - opération Harpie
- Intervention : Le 9e RIMa est en mesure d'intervenir dans toute la zone de responsabilité des forces armées en Guyane pour une opération de secours d'urgence (évènement naturel, technologique ou aide humanitaire). Il peut aussi faire face à une brusque dégradation de la situation dans un des pays de sa zone de responsabilité.

### Matériels majeurs

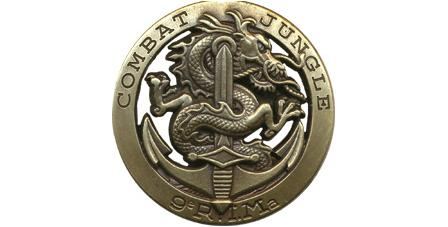
Insigne de béret "combat jungle" du 9e régiment d'infanterie marine.

- Transport terrestre : GBC 180, TRM 2000 et quads.
- Transport fluvial : 30 embarcations de tout type (vedettes hors-bord, pirogues de conception amérindienne adaptées au fleuve Maroni et barges).
- Armement lourd : postes de tir Milan (4), postes de tir Eryx, mortiers de 81 mm (4) et de 120 mm, postes de tir Eryx.

## Traditions

### Drapeau
Il porte les inscriptions suivantes sur son emblème , :
|  | - Alma 1854 - Palikao 1860 - Tonkin 1883 - Tombouctou 1890 - Tien-tsin 1900 - Pékin 1900 - Indochine 1945-1946 - AFN 1952-1962 (faits d'armes du 9e R.I.C puis 9e R.I.Ma) |

### Devise
- Devise du 9e RIMa : "Marsouin toujours !".
- Date de création : 10 mars 1890, recréé sous son nom initial en 1992.

### Décorations
Il porte la Croix de guerre 1939-1945 avec une palme et a bénéficié d'une citation à l'ordre de l'armée (1939-1945).
Son drapeau a été enterré sous une dalle d'un bâtiment dédié aux sous-officiers célibataires dans la « Citadelle » à Hanoï pour ne pas être saisi par les Japonais, le 9 mars 1945. Ce bâtiment servira par ailleurs de poste de commandement à une unité japonaise.

### Chant du régiment du9erégimentd'infanterie de marine
1er couplet :
Du Tonkin à la Guyane

De Hanoï à l’île Cayenne

Sur les jonques du fleuve Rouge

Aux pirogues du Maroni.
Refrain :
L’ancre d’or du chiffre neuf

En terre amazonienne

De trijonction à borne six

L’enfer vert du marsouin.
2e couplet :
Sur la piste de nos anciens

Aujourd’hui nous avançons

Nous sommes fiers de servir

Au neuvième de Marine.
Refrain :
L’ancre d’or du chiffre neuf

En terre amazonienne

De trijonction à borne six

L’enfer vert du marsouin
3e couplet :
La métropole t'est inconnue

Régiment des trois Alphas

En Asie ou pour Harpie

Loin du pays toujours combat

L’ancre d’or du chiffre neuf

En terre amazonienne

De trijonction à borne six

L'enfer vert du marsouin

### Troupes de marine
La fête des troupes de marine
Elle est célébrée à l'occasion de l'anniversaire des combats de Bazeilles. Ce village qui a été 4 fois repris et abandonné sur ordres, les 31 août et le 1er septembre 1870.
"Et au nom de Dieu, vive la coloniale"
Les Marsouins et les Bigors ont pour saint patron Dieu lui-même. Ce cri de guerre termine les cérémonies intimes qui font partie de la vie des régiments. Son origine est une action de grâce du Révérend Père Charles de Foucauld, missionnaire, voyant arriver à son secours les unités coloniales un jour où il était en difficulté avec une tribu locale.

## Personnalités ayant servi au régiment
- Pierre Marius L'officier (1872-1916), capitaine français.
- Pierre Marchand (1873-1971), général français, Compagnon de la Libération.
- Jacques Fitamant (1905-1980), résistant français, Compagnon de la Libération.
- Maurice Ferrano (1909-1981), officier français, Compagnon de la Libération.
- Louis Béguin (1911-1944), résistant français, Compagnon de la Libération.
- Robert Quilichini (1912-1979), général français, Compagnon de la Libération.
- Guy Malouvier, (1938-), soldat français, secrétaire général de la fédération anarchiste.[réf. nécessaire]